# Madison Bycroft
Madison Bycroft, née en 1987, à Adelaide Hills est une sculptrice, performeuse et vidéaste australienne. Elle partage son temps entre Adelaide, Rotterdam et Paris.

## Biographie
Madison Bycroft obtient un Bachelor en arts visuels en 2008 à l'Université Coker (en), en Caroline du Sud. À l'université d'Australie-Méridionale, elle étudie la sculpture. En 2013, elle bénéficie d'une bourse Anne & Gordon Samstag pour étudier au Piet Zwart Institute de Rotterdam. Elle réalise des happenings qu'elle capte en vidéo. 
En 2011, dans Five Ways to Peel a Potato, elle reprend une exhortation de Joseph Beuys pour qui  « éplucher une pomme de terre peut être une œuvre d'art s'il s'agit d'un acte conscient ».  
En 2013, dans la vidéo Becoming Still, Madison Bycroft berce un grand rocher au fond de l'eau jusqu'à ce qu'elle soit essoufflée et contrainte de remonter à la surface pour respirer. Elle évoque les relations entre l'être humain, l'air et l'eau. 
Madison Bycroft s'appuie sur des textes ou des théories. Pour la performance qu'elle réalise en 2017, Mollusk Theory: Soft Bodies, elle cite des extraits de  Animal Que Donc Je Suis de Jacques Derrida ou Le Rire de la Méduse, d'Hélène Cixous. 
En 2017, elle présente pour la première fois son travail en France. Elle se renouvelle sans cesse, se présente sous divers aspect. Elle questionne le genre, la subjectivité, les relations et le langage. 

## Expositions personnelles
- Synonyms for Savages, Australian Experimental Art Foundation, 2014[5]
- CatDog - Greenaway Gallery, Adelaide, 2017
- Translating Medea, Yellow Brick, Athènes, 2017[6]
- Je me, Adelaide Gallery, Marseille, 2017
- 1646, La Haye, Pays-Bas, 2019[7]
- Waterlogue ~ spin cycle, sissi club, Marseille, 2023
- Interior Rapsodhy, Liste, Bâle, 2024